# Marshall Munetsi
Marshal Munetsi (22 juni 1996) is een Zimbabwaans voetballer, die doorgaans speelt als centrale verdediger. Munetsi werd in 2019 door Stade de Reims overgenomen van Orlando Pirates. Munetsi is sinds maart 2018 Zimbabwaans international.

## Clubcarrière
Munetsi is een jeugdspeler van Friendly Academy en Blue Rangers. In 2015 werd hij overgenomen door Ubuntu Cape Town toen uitkomend in de National First Division. Na onder meer periodes bij Baroka en Orlando Pirates werd hij in de zomer van 2019 overgenomen door Stade de Reims. Op 1 september 2019 debuteerde hij op het hoogste Franse niveau in de met 2–0 gewonnen wedstrijd tegen Lille. Vijf minuten voor tijd kwam hij Moussa Doumbia vervangen. Op 25 september speelde hij voor het eerst een volledige wedstrijd tegen Paris Saint-Germain. Tegen de landskampioen werd met 0–2 gewonnen. Na 29 minuten gaf Munetsi aan Hassane Kamara een assist voor het openingsdoelpunt.

## Clubstatistieken
| Seizoen | Club            | Competitie            | Competitie | Competitie | Beker | Beker | Internationaal | Internationaal | Totaal | Totaal |
| Seizoen | Club            | Competitie            | Wed.       | Dlp.       | Wed.  | Dlp.  | Wed.           | Dlp.           | Wed.   | Dlp.   |
| ------- | --------------- | --------------------- | ---------- | ---------- | ----- | ----- | -------------- | -------------- | ------ | ------ |
| 2016/17 | Baroka          | Premier Soccer League | 29         | 2          | 3     | 1     | –              | –              | 32     | 3      |
| 2017/18 | Orlando Pirates | Premier Soccer League | 12         | 0          | 2     | 0     | –              | –              | 14     | 0      |
| 2018/19 | Orlando Pirates | Premier Soccer League | 16         | 0          | 3     | 0     | 4              | 0              | 23     | 0      |
| 2019/20 | Stade de Reims  | Ligue 1               | 7          | 0          | 1     | 0     | –              | –              | 8      | 0      |
| Totaal  | Totaal          | Totaal                | 64         | 2          | 9     | 1     | 4              | 0              | 77     | 3      |

Bijgewerkt op 4 november 2019.

## Interlandcarrière
Munetsi is sinds maart 2018 Zimbabwaans international. Op 21 maart 2018 maakte hij zijn nationaal debuut tegen Zambia. De oefenwedstrijd eindigde op 2–2 waarna Zambia de wedstrijd won door het nemen van strafschoppen (7–6).